# Busești
Busești – wieś w Rumunii, w okręgu Mehedinți, w gminie Isverna. W 2011 roku liczyła 196 mieszkańców.